# BitTyrant
BitTyrant es un cliente BitTorrent modificado a partir del código base del Azureus 2.5 basado en Java. BitTyrant está diseñado para dar preferencia a clientes que suben archivos rápidamente y limitar a los que lo hacen lentamente. Es software libre y multiplataforma, y actualmente está disponible para Windows, Mac OS X, y Linux.
BitTyrant es el resultado de proyectos de investigación en la Universidad de Washington y la Universidad de Massachusetts (campus de Amherst), desarrollado y sostenido por los profesores  Tom Anderson, Arvind Krishnamurthy, y Arun Venkataramani y los alumnos Michael Piatek, Jarret Falkner, y Tomás Isdal. El documento que describe cómo funciona, Do Incentives Build Robustness in BitTorrent? (¿Los incentivos construyen robustez en BitTorrent?, pretendido para combatir la creencia común de que el protocolo de transferencia de BitTorrent "must upload to download" (debe cargar para descargar, en inglés) evita que los clientes estratégicos jueguen el sistema. Dicho estudio ganó un premio al mejor documento de estudiante en la conferencia de 2007 de Networked Systems Design and Implementation.
BitTyrant es un cliente estratégico, pues hace una selección estratégica de pares (strategic peer selection). Como tal, ha demostrado un incremento medio en la velocidad de descarga de un 70% sobre un cliente BitTorrent estándar. Los usuarios leechers, así llamados en jerga de BitTyrant, normalmente reciben un descenso en la velocidad de descarga.[cita requerida] Aun así, si todos los clientes son BitTyrant, los peers (pares) son utilizados de forma efectiva, permitiendo un incremento en conjunto en velocidad de descarga. Sin embargo, hay una salvedad. Si los clientes de alta capacidad están involucrados en varios swarms (swarm es un grupo de pares conectados unos con otros vía protocolo de distribución de archivos), los pares de baja capacidad pierden rendimiento.

## Plugins
Como Azureus, BitTyrant soporta el uso de plugins. Pueden utilizarse plug-ins de Azureus tales como 3D View y Safepeer.

## Versiones
- Fecha de liberación de la versión inicial: 2 de enero de 2007
- Versión 1.1 - lanzada el 8 de enero de 2007
- Versión 1.1.1 - lanzada el 7 de septiembre de 2007 (tamaño del instalador 8,1-8,3 MB, dependiendo del S.O.